# Sân bay Djambala
Sân bay Djambala (IATA: DJM, ICAO: FCBD) là một sân bay ở Djambala, tỉnh Plateaux, Cộng hòa Congo.

## Vị trí và cơ sở vật chất
Sân bay nằm cách thành phố khoảng 2 km về phía bắc, trên độ cao 2595 ft (791 m) so với mực nước biển. Nó có một đường băng trải nhựa dài 2050 m.